# Lamborghini Cheetah
Lamborghini Cheetah – model terenowego buggy wyprodukowanego przez firmę Automobili Lamborghini S.p.A. w 1977.
Pod koniec lat 70. firma Lamborghini postanowiła spróbować sił na polu samochodów terenowych. Firma nie posiadała doświadczenia w tej dziedzinie, więc nawiązała współpracę z amerykańską firmą Mobility Technology International. Owa firma miała zbudować pojazd, który będzie sprzedawany pod marką Lamborghini, co miało autu dodać prestiżu. Lamborghini także chciało startować z tym autem w przetargach na samochód dla armii wielu krajów. Projektowanie i budowa pierwszej terenówki Lamborghini odbyły się w San Jose w Kalifornii. Gotowy pojazd o nazwie Cheetah zaprezentowano w Genewie w 1977. Cheetah był pojazdem terenowym typu buggy. Został zbudowany z przeznaczeniem jazdy po pustyni. Został oparty na stalowej ramie przestrzennej. Nadwozie wykonano z tworzyw syntetycznych. Było ono pozbawione dachu i drzwi. We wnętrzu zamontowano 4 siedziska odporne na działanie wody. Poza tym zainstalowano jeszcze kilka zegarów, dźwigni i przycisków. Do napędu auta użyto silnika Chryslera rozwijającego 135 kW (183 KM), który był zbyt słaby do tego auta, gdyż pojazd ważył ponad 2 t. Moc na wszystkie koła przenosiła 3-bieg. skrzynia automatyczna z reduktorem. Zaletą Cheetach'a była dobra mobilność w terenie. Duży moment obrotowy silnika V8, wielkie opony i wyciągarka uczyniły z niego auto, które mogło wjechać praktycznie wszędzie. Wyprodukowano tylko 1 egzemplarz tego pojazdu.

## Dane techniczne Lamborghini Cheetah
| Marka i model                  | Lamborghini Cheetah                  |
| Okres produkcji                | 1977                                 |
| Długość (mm)                   | 4320 mm                              |
| Szerokość (mm)                 | 1880 mm                              |
| Wysokość (mm)                  | 1580 mm                              |
| Rozstaw osi (mm)               | 3000 mm                              |
| Masa (kg)                      | 2042 kg                              |
| Napęd                          | 4x4                                  |
| Typ silnika                    | V8 16v                               |
| Pojemność skok. (cm³)          | 5898 cm ³                            |
| Skrzynia biegów (M/A)          | 3-bieg. (A) + reduktor               |
| Moc kW (KM)                    | 135 kW (183 KM) przy 4000 obr / min. |
| Moment obrotowy (Nm)           | 350 Nm przy 3500 obr / min.          |
| Osiągi (s)                     |                                      |
| 0-100 km/h (s)                 | 9 s                                  |
| Prędkość maksymalna (km/h)     | 167 km/h                             |
| Stosunek masy do mocy (kg/KM)  | 11,16 kg/KM                          |
| Pojemność zbiornika paliwa (l) | 133 l                                |
| ------------------------------ | ------------------------------------ |